# Governatorato di Musandam
Il governatorato del Musandam è uno degli 11 governatorati dell'Oman, situato nell'omonima penisola.

## Geografia
Si tratta di un'exclave, separata dal resto del Paese (il territorio che si frappone appartiene agli Emirati Arabi Uniti), e consente al'Oman di avere il controllo sullo Stretto di Hormuz.
Il governatorato si suddivide in quattro "province" (wilāyāt): Khaṣab, Daba Al Bayah, Madḥāʾ e Bukhā. La wilaya di Dibāʾ è al confine con gli Emirati Arabi Uniti.

## Società

### Evoluzione demografica
Secondo le statistiche del 2003, la popolazione ammonta a 28.000 abitanti, di cui quasi l'8% è straniero. L'area è famosa per le sue ricchezze naturali e per i suoi panorami e recentemente il turismo ha cominciato ad assumere un peso importante nello sviluppo della regione (in particolare nella località di Khasab), con la nascita di compagnie professionali nel settore turistico.